# Battle in Seattle
Battle in Seattle is een film uit 2007 onder regie van Stuart Townsend. De film gaat over de protestbeweging rond de Wereldhandelsorganisatie-ministerstop in Seattle.

## Verhaal
Een groep activisten onder aanvoering van de doorgewinterde demonstranten Jay (Martin Henderson), Lou (Michelle Rodriguez), Sam (Jennifer Carpenter) en Django (André Benjamin) arriveert in Seattle, om te protesteren tijdens een conferentie van de Wereld Handelsorganisatie (WTO). Zij zien hierin niets minder dan een zoveelste stap van een groep zakenmensen om hun commerciële belangen nog verder boven wereldwijde mensenrechten te plaatsen en willen een tegenstem laten horen.
De demonstranten voeren hun acties geweldloos uit door menselijke ketenen te vormen en doen hiermee niets onwettigs. Seatlles burgemeester Jim Tobin (Ray Liotta) is op de hoogte van hun activiteiten en denkt dat het allemaal wel los zal lopen. Hij denkt dat de demonstranten weinig kans maken daadwerkelijk iets te verstoren. Wanneer deze niettemin succesvol verhinderen dat de deelnemers aan de WTO-top op hun bestemming kunnen komen, komt hij onder druk te staan. Tobin sanctioneert daarop de inzet van geweld van zijn politiemacht, die vervolgens gewapend met knuppels en liters traangas de vreedzame demonstranten te lijf gaat.
Een van de strijdende politiemensen is ME-agent Dale (Woody Harrelson). Zijn vrouw Ella (Charlize Theron) is vijf maanden zwanger en raakt buiten haar schuld ingesloten tussen de uitgebroken rellen. Een van de blind om zich heen slaande ME'ers geeft haar een stoot in de buik, waardoor ze haar ongeboren kind verliest.

## Rolverdeling
- Ivana Milicevic als Carla
- Rade Serbedzija als Dr. Maric
- Channing Tatum als Johnson
- Joshua Jackson als Randall
- Connie Nielsen als Jean